# Wyspy Salomona na Letnich Igrzyskach Olimpijskich 1996
Wyspy Salomona na Letnich Igrzyskach Olimpijskich 1996 reprezentowało czworo zawodników: trzech mężczyzn i jedna kobieta. Był to czwarty start reprezentacji Wysp Salomona na letnich igrzyskach olimpijskich.

## Skład kadry

### Lekkoatletyka
Mężczyźni
- Selwyn Kole – bieg na 1500 m – odpadł w eliminacjach,
- Primo Higa – bieg na 3000 m z przeszkodami – odpadł w eliminacjach (nie ukończył biegu)

Kobiety
- Nester Geniwala’a – bieg na 100 m – odpadła w eliminacjach

### Podnoszenie ciężarów
Mężczyźni
- Tony Analau – kategoria do 64 kg – nie został sklasyfikowany (nie zaliczył żadnej próby w rwaniu)